# 廖内群岛

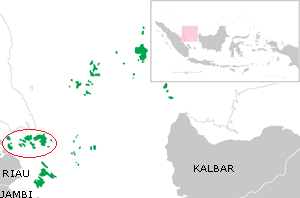
廖內群島在廖内群岛省的位置

廖内群岛（Kepulauan Riau，简称Kepri），印度尼西亚的岛群，位于苏门答腊以东，在马六甲海峡的东南入口，隔新加坡海峡同新加坡相望。由宾丹（Bintan，面积1075平方公里）等数百小岛组成，总面积约3835平方公里，多山地，地面崎岖，岛外多珊瑚礁。主要港市为丹戎摈榔（Tandjungpinang），全群岛属印度尼西亚的廖内群岛省。
廖内群岛的居民以马来人为主，印度尼西亚、马来西亚和文莱都承认廖内群岛的马来语最标准，称为Bahasa Riau。许多语言学家认为廖内群岛是马来语的发源地。
在室利佛逝年代，廖内群岛就已成为重要的贸易基地。室利佛逝帝国瓦解后，廖内群岛归属马六甲苏丹国（中国史书称“满剌加”）。1511年，葡萄牙攻占马六甲，马六甲苏丹转移至廖内群岛继续统治，称“柔佛苏丹”或“柔佛-廖内苏丹”，使得廖内群岛成为马来文化的中心。
18世纪，英国势力渗入马六甲海峡，柔佛苏丹逐渐落入英国的保护。1824年，英国和荷兰签署条约，规定肢解柔佛苏丹国：新加坡以北（包括新加坡）的领土归英国，廖内群岛归属荷兰。印度尼西亚独立后，廖内群岛一直归属廖内省管辖。2004年，印度尼西亚政府决定将廖内群岛以及南海内的纳土纳群岛划为独立的廖内群岛省。
廖内群岛自古以盛产锡而闻名，是锡矿带的最南端。